# NGC 6520
NGC 6520 is een open sterrenhoop in het sterrenbeeld Boogschutter. Het hemelobject werd op 24 mei 1784 ontdekt door de Duits-Britse astronoom William Herschel.

## Synoniemen
- OCL 10
- ESO 456-SC42